# Wayne David
Wayne David (n. 1 iulie 1957, Bridgend, Țara Galilor, Regatul Unit) este un om politic britanic, membru al Parlamentului European în perioadele 1989-1994 si 1994-1999 din partea Regatului Unit.
1. ↑   https://candidates.democracyclub.org.uk/results/csv/parl.2019-12-12/ Lipsește sau este vid: |title= (ajutor)
2. 1 2 3 4 5  TheyWorkForYou
3. 1 2  Deputații în Parlamentul European